# Плоти (Становлянський район)
Плоти (рос. Плоты) — присілок у Становлянському районі Липецької області Російської Федерації.
Населення становить 461 особу. Належить до муніципального утворення Огньовська сільрада.

## Історія
З 13 червня 1934 до 1937 року у складі Воронезької області, 1937-1954 — Орловської області. Відтак входить до складу Липецької області.
Згідно із законом від 2 липня 2004 року №114-оз органом місцевого самоврядування є Огньовська сільрада.

## Населення
| 2010 |
| ---- |
| 461  |